# Pepetela
Artur Carlos Maurício Pestana dos Santos, más conocido por el seudónimo Pepetela, (Benguela, 29 de octubre de 1941) es un escritor angoleño. 
Licenciado en sociología, ejerce la docencia en la Facultad de Arquitectura de la Universidad Agostinho Neto de Luanda. En 1997 fue galardonado con el Premio Camões por el conjunto de su obra. Fue el autor más joven que recibió este premio.
El nombre "Pepetela" es una palabra kimbundu que significa "pestaña", como su apellido. Recibió este nombre de guerra cuando fue combatiente del MPLA.

## Primeros años
Pepetela nació en Benguela, Angola, de padres blancos angoleños. La familia de su madre ha sido una familia militar influyente en el comercio en la región Moçâmedes (hoy Namibe) de Angola, su bisabuelo habiendo sido comandante en el ejército portugués. La familia de su madre ha estado en Angola por cinco generaciones, mientras su padre nació en Angola de padres portugueses y pasó su infancia en Portugal. Pepetela creció en la clase media-alta en Benguela, y asistió a una escuela donde estudiantes de todas las razas y clases se entremezclaban. Él ha dicho que crecer en Benguela le dio más oportunidades de formar amistades con gente de otras razas, porque Benguela era una ciudad mucho más mezclada que las otras ciudades angoleñas durante la época colonial. También dice que empezó a desarrollar la consciencia de clase durante su vida escolar, notando la diferencia entre su estilo de vida y las vidas de sus amigos que vivían en un barrio bajo cercano. En una entrevista con Michel Laban, dijo que su crecimiento influenció sus pensamientos políticos. Su tío, que era periodista y escritor, le expuso a muchos pensadores importantes de la izquierda. Su padre también tenía una biblioteca sustancial que permitió al joven Pepetela aprender sobre la Revolución Francesa, algo que le influenció profundamente.
Cuando tenía 14 años, Pepetela se mudó a Lubango (y después a Sá da Bandeira) para continuar sus estudios, porque no había escuela secundaria en Benguela. En Lubango, Pepetela dice que se volvió más consciente de los problemas raciales en Angola, porque Lubango era una comunidad mucho más segregada que Benguela. En Lubango fue influenciado por un sacerdote de izquierda, el Padre Noronha, que le enseñó sobre la Revolución Cubana y le informó sobre eventos actuales. Cuando terminó sus estudios en Lubango, viajó a Portugal y empezó a estudiar ingeniería. Mientras estudiaba en el Instituto Superior Técnico en Lisboa, conoció a otros estudiantes angoleños afiliados con la Casa de Estudiantes del Imperio, una asociación de estudiantes portugueses de ultramar. Después de dos años de estudios, llegó a la conclusión de que la ingeniería no le satisfacía, y trató de entrar en el curso de historia en la Facultad de Letras de la Universidad de Lisboa. Sin embargo, con el comienzo de la guerra colonial portuguesa en Angola, fue llamado a servir en las Fuerzas Armadas de Portugal, y decidió huir de Portugal.   

## Experiencia en la frontera y primeras novelas
Pepetela primero fue a París, y después, en 1963, ganó una beca para estudiar sociología en Argel, donde se le acercó Henrique Abranches, del MPLA, para ayudar a crear un Centro de Estudios Angoleños. Este Centro se convirtió en el foco del trabajo del joven Pepetela durante la próxima década. Hasta 1969, Pepetela, Abranches, y otros miembros del MPLA trabajaron juntos para documentar la cultura y sociedad angoleñas y publicitar la lucha del MPLA. En 1969, el Centro se mudó de Argel a Brazzaville, en la República del Congo. Después de la mudanza a Brazzaville, Pepetela se volvió más activo en la resistencia armada del MPLA contra los portugueses en la región angoleña de Cabinda y en la Frontera Este. Esta época, entre los 1960s y los 1970s, sirvió como inspiración para una de las obras de Pepetela más reconocidas, la narrativa de guerra Mayombe. Durante este tiempo, Pepetela también escribió su primera novela, Muana Puó. La novela fue escrita en Argel sobre la cultura angoleña, usando la metáfora de las máscaras tradicionales de los chokwe para exponer dicotomías presentes en la cultura angoleña. Su novela demuestra el conocimiento sobre las culturas indígenas de Angola que Pepetela ganó durante su tiempo en la Frontera Este en la guerra de independencia. Pepetela nunca tuvo la intención de publicar Muana Puó, un detalle que aclaró en una entrevista con Michel Laban. El autor escribió la novela como un ejercicio para sí mismo y para que algunos de sus amigos íntimos la leyeran; sin embargo, la novela fue publicada en 1978, durante su servicio en el gobierno angoleño.
En 1972, la primera novela de Pepetela fue publicada. Esta obra era As Aventuras de Ngunga, una novela destinada a una audiencia pequeña de estudiantes. En este texto, Pepetela explora el crecimiento de Ngunga, un guerrillero joven del MPLA, usando un tono épico y didáctico. La novela introduce el lector, a través de los ojos de Ngunga, a los costumbres, la geografía, y la psicología de Angola. Pepetela también usó esta obra para crear un diálogo entre la tradición angoleña y su ideología revolucionaria, explorando cuáles tradiciones deben ser nutridas, y cuáles deben ser alteradas. As Aventuras de Ngunga es una novela que ejemplifica el comienzo de la carrera de Pepetela: mostrando un gran amor por Angola, un deseo de explorar su historia y su cultura, espíritu revolucionario, y un tono didáctico. La novela fue escrita y publicada mientras Pepeta estaba luchando contra el gobierno colonial en la Frontera Este en Angola. Por contraste, Muana Puó y Mayombe también fueron escritas en la misma época, pero no fueron publicadas hasta después de la independencia angoleña.
Cuando Angola ganó su independencia, en 1975, Pepetela se convirtió en el viceministro de Educación en el gobierno del presidente Agostinho Neto. El autor fue parte del gobierno durante siete años, y renunció en 1982 para dedicar más tiempo a su escritura. Durante su servicio como viceministro, publicó varias novelas, incluida Mayombe, que fue escrita en los 1970s mientras el autor servía como combatiente activo del MPLA, y cuya publicación solo ocurrió por el apoyo explícito del presidente Agostinho Neto. Durante este período, Pepetela diversificó su escritura, también escribiendo dos obras de teatro enfocadas en la historia angoleña y la política revolucionaria. Pepetela fue parte de la junta directiva de la unión de escritores angoleños durante esta época.
Cuando abandonó la vida política, Pepetela optó por la carrera docente en la Facultad de Arquitectura, en Luanda, dando clases de sociología. Nunca abandonó la enseñanza, aunque se mantuvo prácticamente como escritor a tiempo completo, hasta haber vuelto en 1995 a Lisboa, donde vive hasta hoy. En 1999 obtuvo un Premio Príncipe Claus.

## Obras
1973 - As Aventuras de Ngunga.
1978 - Muana Puó.
1980 - Mayombe.
1985 - O Cão e os Caluandas.
1985 - Yaka.
1989 - Lueji.
1992 - Geração da Utopia.
1995 - O Desejo de Kianda.
1997 - Parábola do Cágado Velho.
1997 - A Gloriosa Família.
2000 - A Montanha da Água Lilás.
2001 - Jaime Bunda, Agente Secreto.
2003 - Jaime Bunda e a Morte do Americano.
2005 - Predadores.
2007 - O Terrorista de Berkeley, Califórnia.
2008 - O quase fim do mundo.
2009 - O planalto e a estepe.
2011 - A sul. O sombreiro.
2013 - O timido e as mulheres